# Бранко Станковић (сликар)
Бранко Станковић (Бресница, 10. фебруар 1915 — Београд, 24. август 1989) био је српски сликар.

## Биографија
Школовао се у Београду где је завршио уметничку школу. Главни мотиви његовог сликарства су ентеријери а ређе портрети. Познате су и његове слике на којима су приказани пејзажи приморских градова Европе и Америке као и циклус слика на којима је приказана изградња хидроцентрале Ђердап. На његовим сликама приметан је постимпресионистички утицај са нагласком на колориту.